# Duque de Beja

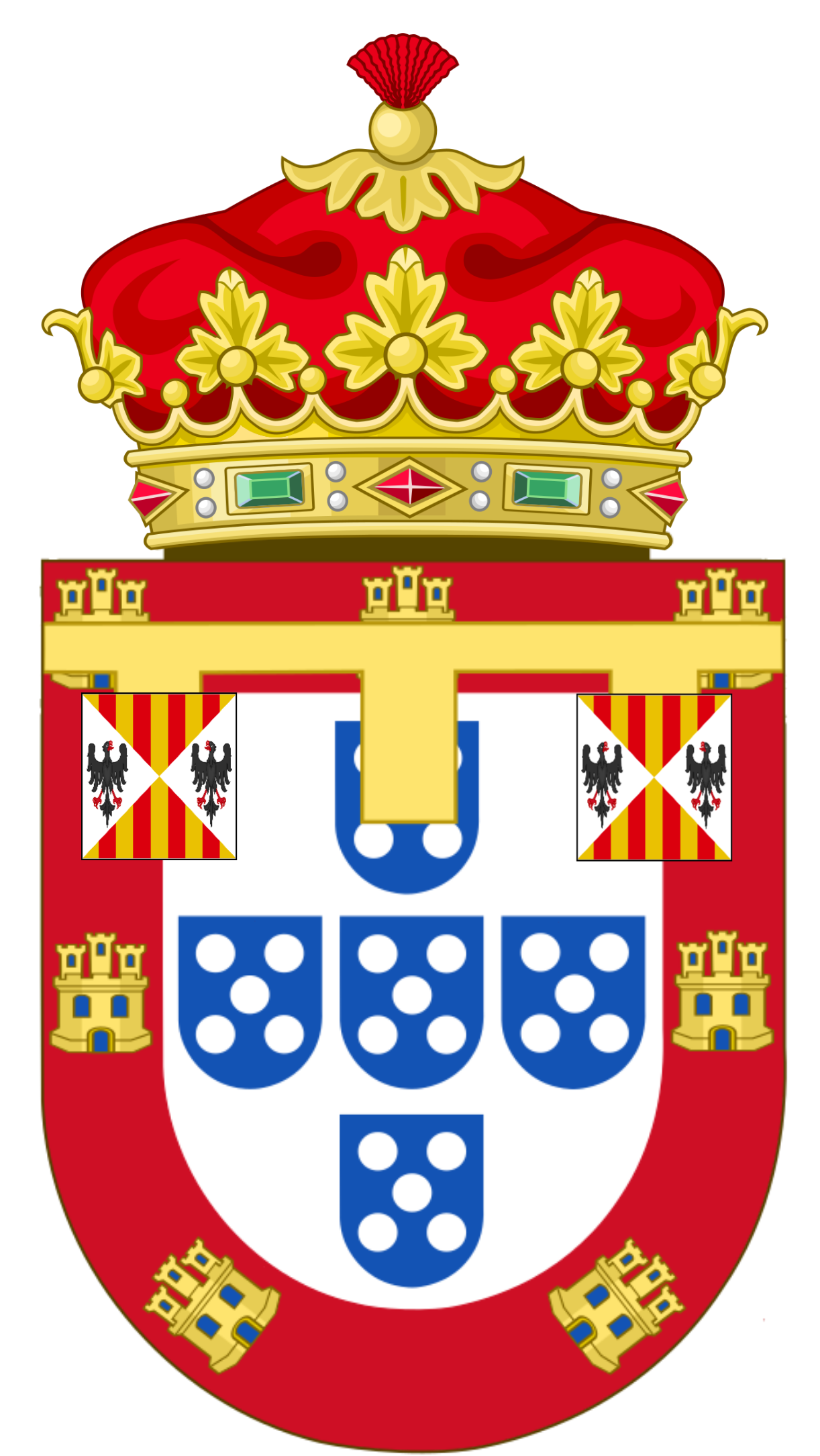
Armas dos Duques de Beja da Dinastia de Avis

O título Duque de Beja foi criado pelo rei D. Afonso V de Portugal em 1453 a favor do seu irmão, o Infante D. Fernando e Condestável de Portugal.
Posteriormente, D. Fernando herdaria também o Ducado de Viseu do seu tio, o Infante D. Henrique, pelo facto de ser o seu principal herdeiro e com as mesmas «obrigações régias», tornando-se o seu 2.º Duque.
O seu filho, D. Manuel, 4.º Duque de Beja, tornou-se Rei de Portugal depois da morte, sem herdeiros, de D. João II. A partir daí o título foi incorporado na coroa, ficando reservado ao segundo filho varão do monarca, quando o houvesse; com a instituição da Casa do Infantado, em 1654, ficou sendo um dos títulos subsidiários da mesma; a partir de D. Pedro IV e a extinção da Casa do Infantado, o título manteve-se, mas perdeu a sua posição em favor do título de Duque do Porto, passando o Ducado de Beja a ser atribuído ao terceiro varão do monarca. Seis dos titulares do Ducado de Beja acabaram, incidentalmente, por herdar o trono (um deles como consorte régio).

## Duques de Beja
| Título adquirido por REAL CORTESIA.    | Infanta Maria Cecilia Ribeiro de Carvalho | Nascida em 15 de março de 1949, em Curitiba, Paraná, Brasil. | 15 de março de 1950    | Titular reinante, com único herdeiro, único filho, Maestro-Doutor Paulo José da Silva Nogueira (02 de junho de 1972) | CECILIA | Título DUQUE DE BEJA, herdado por Real Hereditário por D. Manuel de Bragança (1889-1910) e reivindicado por aquisição por REAL CORTESIA, por D. Valdevino Gomes de Carvalho para sua filha Infanta Maria Cecilia Ribeiro de Carvalho em 15 de março de 1950. |
| -------------------------------------- | ----------------------------------------- | ------------------------------------------------------------ | ---------------------- | --- | ------- | --- |
| Casa reinante:Casa de Avis (1433-1580) |                                           |                                                              |                        | |         | |
| 1.º Duque de Beja                      | D. Fernando de Portugal                   |                                                              | 30 de Dezembro de 1442 | 15 de Dezembro de 1461                                                                                               |         | Filho segundo de D. Duarte, depois 2.º Duque de Viseu e, interinamente, Príncipe herdeiro de Portugal (1433-1470). |

### 1.ª e 2.ª criações (D. Afonso V, 1453 e D. Manuel I)

#### Casa de Avis (1433-1580)
- 1. D. Fernando de Portugal, filho segundo de D. Duarte, depois 2.º Duque de Viseu e, interinamente, Príncipe herdeiro de Portugal (1433-1470)
- 2. D. João de Beja, filho do predecessor, 3.º Duque de Viseu (1470-1472)
- 3. D. Diogo de Beja, irmão do predecessor, 4.º Duque de Viseu (1472-1484)
- 4. D. Manuel de Beja, irmão do predecessor, 5.º Duque de Viseu e, depois, Rei de Portugal como D. Manuel I (1484-1521); reintegrado na Coroa com a ascensão do titular à dignidade régia.
- 5. D. Luís de Portugal, filho do predecessor, Infante de Portugal (1506-1555); por sua morte sem descendentes considerados legítimos, o título reverteu de novo para a Coroa.
- 6. D. João III de Portugal, Rei de Portugal (1555-1557)
- 7. D. Sebastião de Portugal, Rei de Portugal (1557-1578)
- 8. D. Henrique de Portugal, Rei de Portugal (1578-1580)

### Da 3.ª criação (D. João IV, 1654) à 9.ª e última criação (D. Carlos I)

#### Casa de Bragança (1640-1836) e Casa de Bragança-Saxe-Coburgo e Gota (1836-1910)
- 9. D. João IV de Portugal (1640-1648) restaura a independência de Portugal.
- 10. D. Pedro de Bragança (Pedro II de Portugal) filho de D. João IV, Infante e depois Rei de Portugal como D. Pedro II (1648-1706); reintegrado na Coroa com a ascensão do titular à dignidade régia.
- 11. D. Francisco de Bragança, filho segundo do predecessor, Infante de Portugal (1706-1742); por sua morte sem descendentes legítimos, o título reverteu de novo para a Coroa.
- 12. D. Pedro de Bragança, filho segundo de D. João V, Infante de Portugal, Príncipe da Beira e do Brasil, e depois Rei-Consorte de Portugal, como D. Pedro III pelo casamento com a sobrinha D. Maria I (1742-1777); reintegrado na Coroa com a ascensão do titular à dignidade régia.
- 13. D. João de Bragança, filho segundo do predecessor, Infante e, depois, Rei de Portugal como D. João VI (1777-1816); reintegrado na Coroa com a ascensão do titular à dignidade régia.
- 14. D. Miguel de Bragança, sétimo filho do predecessor, rei de Portugal e posteriormente banido perpetuamente da sucessão dinástica. Foi exilado como ex-Infante de Portugal.
- 15. D. Maria II de Portugal (1834-1842), Rainha de Portugal e fundadora da Casa de Bragança-Saxe-Coburgo e Gota
- 16. D. João de Bragança, filho terceiro da Rainha D. Maria II, Infante de Portugal (1842-1861); por sua morte sem descendentes legítimos, o título reverteu de novo para a Coroa.
- 17. D. Luís I de Portugal (1861-1889), Rei de Portugal
- 18. D. Manuel de Bragança, terceiro filho de D. Carlos I, Infante e depois Rei de Portugal como D. Manuel II (1889-1910); integrado na Coroa com a ascensão do titular à dignidade régia.

### Reivindicações pós-Monarquia
Reivindicou, também, o título de Duque/Duquesa de Beja:
- Maria Cecilia Ribeiro de Carvalho, como pretendente ao trono por REAL CORTESIA em 1950.

- Maria Pia de Saxe-Coburgo e Bragança (como pretendente ao trono; alegada filha natural do rei D. Carlos I).